# Eoophyla
Eoophyla es un género de polillas perteneciente a la familia Crambidae.

## Especies
Este género contiene las siguientes especies:
- Grupo de especies angustalis
  - Eoophyla angustalis (Sauber in G. Semper, 1902)
  - Eoophyla becki Mey, 2009
  - Eoophyla fontis Speidel, 2003
  - Eoophyla liwaguensis Mey, 2009
  - Eoophyla nussi Speidel, 2003
- Grupo de especies ceratucha
  - Eoophyla boernickei Mey, 2006
  - Eoophyla ceratucha (Meyrick, 1894)
  - Eoophyla continentalis Jaenicke & Mey, 2011
  - Eoophyla corniculata Jaenicke & Mey, 2011
  - Eoophyla nigripilosa Yoshiyasu, 1987
  - Eoophyla profalcatalis Jaenicke & Mey, 2011
  - Eoophyla promiscuata Jaenicke & Mey, 2011
  - Eoophyla silvicola Jaenicke & Mey, 2011
  - Eoophyla sumatroceratucha Jaenicke & Mey, 2011
- Grupo de especies crassicornalis
  - Eoophyla adjunctalis (Snellen, 1895)
  - Eoophyla aureolalis (Snellen, 1876)
  - Eoophyla bipunctalis (Walker, 1866)
  - Eoophyla callilithalis Speidel, 2003
  - Eoophyla clasnaumanni Speidel & Mey in Mey & Speidel, 2005
  - Eoophyla colonialis (Guenée, 1854)
  - Eoophyla crassicornalis (Guenée, 1854)
  - Eoophyla latifascialis (Snellen, 1876)
  - Eoophyla mindanensis Speidel, 1998
  - Eoophyla myanmarica Mey & Speidel, 2005
  - Eoophyla philippinensis Speidel, 1998
  - Eoophyla polydora (Meyrick, 1897)
- Grupo de especies gibbosalis
  - Eoophyla cocos Mey, 2009
  - Eoophyla gibbosalis (Guenée, 1854)
  - Eoophyla hamalis (Snellen, 1876)
  - Eoophyla hirsuta (G. Semper, 1899)
  - Eoophyla mimeticalis (Caradja, 1925)
  - Eoophyla ochripicta (Moore, 1888)
  - Eoophyla parapomasalis (Hampson, 1897)
  - Eoophyla saturatalis (Snellen, 1890)
  - Eoophyla simplicialis (Snellen, 1876)
  - Eoophyla sinensis (Hampson, 1897)
- Grupo de especies litoralis
  - Eoophyla litoralis Speidel, 2003
  - Eoophyla montanalis Speidel, 2003
- Grupo de especies lobophoralis
  - Eoophyla iriusalis (Walker, 1859)
  - Eoophyla lobophoralis (Hampson, 1896)
  - Eoophyla palleuca (Hampson, 1906)
  - Eoophyla tigridalis (Hampson, 1897)
- Grupo de especies peribocalis
  - Eoophyla conjunctalis (Wileman & South, 1917)
  - Eoophyla dominalis (Walker, 1866)
  - Eoophyla ectopalis (Hampson, 1906)
  - Eoophyla halialis (Walker, 1859)
  - Eoophyla inouei Yoshiyasu, 1979
  - Eoophyla melanops (Hampson, 1896)
  - Eoophyla mormodes (Meyrick, 1897)
  - Eoophyla nectalis (Snellen, 1876)
  - Eoophyla sejunctalis (Snellen, 1876)
  - Eoophyla thaiensis Yoshiyasu, 1987
- Grupo de especies quinqualis
  - Eoophyla argyropis (Meyrick, 1894)
  - Eoophyla basilissa (Meyrick, 1894)
  - Eoophyla bicolensis Speidel, 2003
  - Eoophyla gephyrotis (Meyrick, 1897)
  - Eoophyla quezonensis Speidel, 2003
  - Eoophyla quinqualis (Snellen, 1892)
  - Eoophyla richteri Speidel, 2003
  - Eoophyla yeni Speidel, 2003
- Grupo de especies schintlmeisteri
  - Eoophyla cernyi Speidel, 2003
  - Eoophyla cervinalis Speidel, 2003
  - Eoophyla leytensis Speidel, 2003
  - Eoophyla napoleoni Speidel, 2003
  - Eoophyla schintlmeisteri Speidel, 2003
- Grupo de especies simplex
  - Eoophyla naumanni Speidel, 2003
  - Eoophyla simplex (West, 1931)
- Grupo de especies snelleni
  - Eoophyla pulchralis Speidel, 2003
  - Eoophyla snelleni G. Semper, 1902
- Grupo de especies desconocido
  - Eoophyla abstrusa Li, You & Wang, 2003
  - Eoophyla accra (Strand, 1913)
  - Eoophyla acroperalis (Hampson, 1897)
  - Eoophyla argenteopicta (Hampson, 1917)
  - Eoophyla argentimaculalis (Hampson, 1917)
  - Eoophyla argyrilinale (Hampson, 1897)
  - Eoophyla argyrotoxalis Pagenstecher, 1886
  - Eoophyla assegaia Mey, 2011
  - Eoophyla aurantipennis (Hampson, 1917)
  - Eoophyla belladotae Agassiz, 2012
  - Eoophyla brunnealis (Hampson, 1897)
  - Eoophyla cameroonensis Agassiz, 2012
  - Eoophyla candidalis Pagenstecher, 1886
  - Eoophyla capensis (Hampson, 1906)
  - Eoophyla carcassoni Agassiz, 2012
  - Eoophyla cervinalis (Hampson, 1897)
  - Eoophyla chrysoxantha (Hampson, 1917)
  - Eoophyla citrialis Agassiz, 2012
  - Eoophyla coniferalis (Hampson, 1917)
  - Eoophyla costifascialis (Hampson, 1917)
  - Eoophyla cyclozonalis (Hampson, 1906)
  - Eoophyla dendrophila Speidel, Mey & Schulze, 2002
  - Eoophyla dentisigna Agassiz, 2012
  - Eoophyla diopsalis (Hampson, 1897)
  - Eoophyla discalis (Hampson, 1906)
  - Eoophyla dolichoplagia (Hampson, 1917)
  - Eoophyla dominulalis (Walker, 1866)
  - Eoophyla euprepialis Agassiz, 2012
  - Eoophyla euryxantha (Meyrick, 1936)
  - Eoophyla evidens Li, You & Wang in Li, You & Wang, 2003
  - Eoophyla excentrica Mey & Speidel, 1999
  - Eoophyla flavifascialis (Hampson, 1917)
  - Eoophyla fuscicostalis (Rothschild, 1915)
  - Eoophyla goniophoralis (Hampson, 1906)
  - Eoophyla grandifuscalis Agassiz, 2012
  - Eoophyla guillermetorum (Viette, 1988)
  - Eoophyla hauensteini Speidel & Mey, 1999
  - Eoophyla hemicryptis (Meyrick, 1897)
  - Eoophyla hemimelaena (Hampson, 1917)
  - Eoophyla hemithermalis (Hampson, 1917)
  - Eoophyla heptopis (Hampson, 1897)
  - Eoophyla idiotis (Meyrick, 1894)
  - Eoophyla intensa (Rothschild, 1915)
  - Eoophyla interopalis Agassiz, 2012
  - Eoophyla junctiscriptalis (Hampson, 1897)
  - Eoophyla kingstoni Agassiz, 2012
  - Eoophyla latifascia Munroe, 1959
  - Eoophyla latipennis Munroe, 1959
  - Eoophyla leroii (Strand, 1915)
  - Eoophyla leucostola (Hampson, 1917)
  - Eoophyla leucostrialis (Hampson, 1906)
  - Eoophyla limalis Viette, 1957
  - Eoophyla longiplagialis (Hampson, 1917)
  - Eoophyla mediofascialis (Hampson, 1917)
  - Eoophyla menglensis Li, An, Li & Liu, 1995
  - Eoophyla mesoscialis (Hampson, 1917)
  - Eoophyla metataxalis (Hampson, 1906)
  - Eoophyla metazonalis (Hampson, 1917)
  - Eoophyla metriodora (Meyrick, 1897)
  - Eoophyla mimicalis (Hampson, 1917)
  - Eoophyla munroei Agassiz & Mey, 2011
  - Eoophyla nandinalis (Hampson, 1906)
  - Eoophyla nigerialis (Hampson, 1906)
  - Eoophyla nigriplagialis (Hampson, 1917)
  - Eoophyla nyasalis (Hampson, 1917)
  - Eoophyla nymphulalis (Hampson, 1906)
  - Eoophyla obliquivitta (Hampson, 1917)
  - Eoophyla obliquivitta (Hampson, 1917)
  - Eoophyla orphninalis Pagenstecher, 1886
  - Eoophyla ovomaculalis (Rothschild, 1915)
  - Eoophyla pentopalis (Hampson, 1906)
  - Eoophyla pentopalis (Hampson, 1906)
  - Eoophyla persimilis Munroe, 1959
  - Eoophyla pervenustalis (Hampson, 1897)
  - Eoophyla piscatorum Agassiz, 2012
  - Eoophyla platyxantha Agassiz, 2012
  - Eoophyla postbasalis (Rothschild, 1915)
  - Eoophyla praestabilis Pagenstecher, 1886
  - Eoophyla principensis Agassiz, 2012
  - Eoophyla pulchralis (Rothschild, 1915)
  - Eoophyla quadriplagiata (Hampson, 1917)
  - Eoophyla reunionalis (Viette, 1988)
  - Eoophyla rufocastanea (Rothschild, 1915)
  - Eoophyla ruwenzoriensis Agassiz, 2012
  - Eoophyla scioxantha Meyrick, 1937
  - Eoophyla similis (Rothschild, 1915)
  - Eoophyla stepheni Agassiz, 2012
  - Eoophyla stresemanni (Rothschild, 1915)
  - Eoophyla tanzanica Agassiz, 2012
  - Eoophyla tetropalis (Hampson, 1906)
  - Eoophyla thermichrysia (Hampson, 1917)
  - Eoophyla thomasi Munroe, 1959
  - Eoophyla trichoceralis (Hampson, 1897)
  - Eoophyla tripletale (Hampson, 1897)
  - Eoophyla tripunctalis (Snellen, 1872)
  - Eoophyla uniplagialis (Rothschild, 1915)
  - Eoophyla waigaoalis Swinhoe, 1900
  - Eoophyla wollastoni (Rothschild, 1915)

## Sinónimos obsoletos
- Eoophyla alba Mey, 2009
- Eoophyla falcatalis (Snellen, 1901)
- Eoophyla lithocharis (Meyrick, 1936)
- Eoophyla peribocalis (Walker, 1859)
- Eoophyla periopis (Hampson, 1910)
- Eoophyla sambesica (Strand, 1909)